# Арне-ле-Дюк (кантон)
Арне-ле-Дюк (фр. Arnay-le-Duc) — кантон во Франции, находится в регионе Бургундия. Департамент кантона — Кот-д’Ор. Входит в состав округа Бон. Население кантона на 2006 год составляло 5226 человек.
Код INSEE кантона — 2102. Всего в кантон Арне-ле-Дюк входят 20 коммун, из них главной коммуной является Арне-ле-Дюк.

## Коммуны кантона
- Аллере — население 170 чел.
- Антиньи-ла-Виль — население 112 чел.
- Арне-ле-Дюк — население 1708 чел.
- Шампиньоль — население 85 чел.
- Кломо — население 103 чел.
- Кюлетр — население 68 чел.
- Кюсси-ле-Шатель — население 102 чел.
- Фуасси — население 148 чел.
- Жуэ — население 199 чел.
- Лаканш — население 618 чел.
- Ле-Фет — население 47 чел.
- Лонжкур-ле-Кюлетр — население 52 чел.
- Маньен — население 316 чел.
- Малиньи — население 205 чел.
- Мимёр — население 247 чел.
- Мюзиньи — население 91 чел.
- Сен-Пьер-ан-Во — население 135 чел.
- Сен-При-лез-Арне — население 247 чел.
- Вьеви — население 373 чел.
- Вудене — население 200 чел.